# Temari (Naruto)
 (juin 2024).
Pour les articles homonymes, voir Temari (homonymie).
Temari (テマリ) est un personnage du manga Naruto. Kunoichi de Suna, fille aînée du 4e Kazekage, elle est la sœur aînée de Gaara et de Kankurô ainsi que la mère de Shikadai Nara.

## Profil

### Apparence
Temari est une jeune femme aux cheveux blonds. Elle est constamment munie d'un foulard rouge retenant l’éventail qui lui sert d’arme. Dans la 1re partie, son bandeau est situé sur son cou et ses vêtements sont grisés. Dans la seconde partie, elle porte un kimono bleu-foncé aux manches courtes et, son bandeau sur le front.

### Histoire
Temari est originaire du village de Suna. Elle apparaît lors de l'examen des ninja de classe moyenne avec ses deux frères, et passe avec eux sans problèmes les deux premières épreuves. Durant les éliminatoires préliminaires à la 3e épreuve, elle est confrontée à Tenten qui ne parviendra jamais à l’atteindre avec ses armes de jet (le combat n’étant montré que dans l’anime). Lors de la 3e épreuve, elle est opposée dans l’arène à Shikamaru et engage avec lui un match très tactique où chacun ayant vu précédemment les capacités de son adversaire cherche des stratégies pour l’emporter. Elle est finalement piégée par Shikamaru, mais ce dernier abandonne au dernier moment. Lorsqu’Orochimaru (sous les traits du Kazekage) déclenche l’attaque sur Konoha, Temari emporte avec Kankurô leur frère Gaara (désormais hors de contrôle) hors du village. Dans l’anime, elle affronte Sasuke qui les poursuit et elle est rapidement mise hors de combat. Après la victoire de Naruto sur Gaara, elle raccompagne ses frères blessés à Suna. 
Plus tard, alors que Suna est devenue l’allié de Konoha, Temari est envoyée en mission avec ses frères pour aider les genin de Konoha contre le Quartet du Son qui emporte Sasuke. Elle arrive à temps pour sauver Shikamaru confronté à Tayuya et balaye cette adversaire avec son invocation de la « Danse du Faucheur » qui dévaste toute la forêt où le combat a lieu.
Dans la seconde partie du manga Naruto et les épisodes de l'anime Shippuden correspondants, Temari est chargée de superviser avec Shikamaru l'examen de sélection des ninja de classe moyenne, ce qui conduit Naruto à penser qu'ils sont ensemble. Ce qui sera immédiatement démenti par Temari elle-même, affirmant qu'elle ne "sortirait jamais avec un naze pareil", sous les yeux impassibles de Shikamaru.
À la suite de l'enlèvement de Gaara par l'Akatsuki, elle mène Naruto, Sakura et Kakashi à Suna où elle assiste au sauvetage de Kankurô. Par la suite, elle se porte volontaire pour partir à la recherche de son frère mais Chiyo prend sa place. Une fois Gaara secouru, elle fait partie, avec Kankurô, de l'escouade de ninjas de Suna qui viennent à sa rencontre et remercie Naruto d'avoir permis à son frère de changer de vie.
Elle accompagne plus tard ses frères à la réunion des cinq Kage. Un grand parchemin d'invocation remplace son éventail de combat, et elle porte un petit éventail à la main ; ses techniques ont donc probablement évolué. Lors de l'attaque de Sasuke, alors que ce dernier affrontait le Raikage, Temari et ses frères interviennent et l'affrontent à leur tour. Mais Sasuke réussit à leur filer entre les doigts. Après le conseil, Gaara, Temari et Kankurô informent Kakashi de la situation et lui recommandent pour le poste de Hokage. 
On la retrouve lors de la quatrième grande guerre ninja. Elle est placée dans la division des combattants à longue distance avec notamment Shikamaru et Chôji, dirigée par le commandant général de l'armée : son petit frère Gaara.
Plus tard, elle est prisonnière comme la plupart des ninjas, des « Arcanes lunaires infinis » actives par Madara Uchiwa. D’après l’anime, elle rêve qu’elle est le centre d’attention de ses deux frères qui lui demandent son avis pour diverses choses.
Dans le film The Last, Temari assiste avec ses frères au « Conseil des cinq kage » pour débattre au sujet de l'attaque de météorites s'abattant sur le monde ninja. À la fin du film, elle est conviée au mariage entre Naruto et Hinata.
Quinze ans plus tard, elle emménage à Konoha, où elle devient l'épouse de Shikamaru ; ils ont un enfant du nom de Shikadai.

### Personnalité
C'est une excellente combattante douée pour les attaques à distance et une fine analyste. Au début du manga, elle se révèle assez cruelle : pendant son combat contre Tenten, elle ne fait preuve d'aucune retenue et manifeste son mépris envers elle à plusieurs reprises. Elle s'inquiète pourtant beaucoup pour ses frères (pour Kankurô car elle craint que son petit frère ne le blesse et pour Gaara car elle a peur que le démon scellé en lui ne le détruise psychiquement). Plus tard, elle se liera d’amitié avec Shikamaru après son combat contre lui durant l'examen et elle le sauvera plus tard des griffes de Tayuya ayant activé le niveau 2 du sceau maudit et s'apprêtant à le tuer, lors du sauvetage de Sasuke.
Son hobby semble être la botanique.
Dans l'épilogue, elle s'est montrée comme une femme plutôt douce envers son fils, et interdisant à son époux, Shikamaru de s'attacher à la cigarette. Comme la mère de Shikamaru, Temari est une femme autoritaire qui mène à la baguette son fils et son mari.

### Capacités

Éventail de Temari

Ses techniques sont basées sur le vent, qu'elle produit grâce à l'éventail géant qu'elle porte dans son dos, et qu'elle emploie comme arme. Temari utilise une invocation, Kamatari, belette borgne maniant une faux capable de ravager toute une forêt.
D’après les diagrammes des databooks, les capacités en taijutsu et genjutsu de Temari sont faibles ; de fait, on ne la voit jamais les utiliser dans ses combats.

## Apparition dans les autres médias
Temari apparaît également dans certains épisodes hors-série de la série animée. Peu avant l'évasion de Mizuki, elle a enseigné de pair avec Gaara et Kankurô à l'Académie de Suna. On la revoit ensuite lors de la tentative d'enlèvement des ninjas du village de Takumi sur Gaara. Elle affronte une femme ninja du nom de Kyaku, spécialisée dans les jutsus de type Futon comme elle-même. Elle est alors sauvée par Shikamaru, avec l'aide duquel elle parvient à l'emporter sur Kyaku.
Teresa Maria, un personnage de la bande dessinée en ligne Raruto, est un parodie de Temari.

## Réception
Temari est un personnage populaire au sein du manga Naruto. Bien que n'ayant jamais fait partie du top 10, elle est souvent le troisième personnage féminin en termes de popularité :
- 26e dans le premier sondage de popularité ;
- 28e dans le second sondage de popularité ;
- 12e dans le troisième sondage de popularité ;
- 15e dans le quatrième sondage de popularité ;
- 11e dans le cinquième sondage de popularité ;
- 16e dans le sixième sondage de popularité ;
- 14e dans le septième sondage de popularité.

## Techniques
- La lame du vent (カマイタチの術, Kamaitachi no jutsu?)
Puissante attaque capable d'infliger des dégâts importants grâce au chakra contenu dans le vent et propulsé par l'éventail. Le souffle de la lame du vent augmente en puissance suivant l'éclat des trois soleils sur l'éventail.
- La grande lame du vent (風遁・大鎌いたちの術, Fūton - Ōkamaitachi no jutsu?)
Version plus puissante de la lame du vent.
- Invocation - La danse du faucheur (口寄せ・斬り斬り舞, Kuchiyose - Kirikiri mai?)
Invocation de Kamatari, la belette faucheuse, qui declenche des centaines de lames de vent, en employant sa faux, qui dévastent tout devant elle.
- Fūton - Filet suspendu (風遁・掛け網, Fūton - Kakeami?)
Temari crée un filet de vent pour immobiliser l'adversaire.
- Fūton - Grand filet suspendu (風遁・大掛け網, Fūton - Ōkakeami?)
Variante plus puissante du filet de vent. Temari échappe du vent pour repousser, par exemple la vapeur d'une grande fumée, avec l'aide de ses compagnons d'armes.
- Fūton - Danse sauvage du courant d'air  (風遁・気流乱舞, Fūton - Kiryū ranbū?)
Sans avoir recours à son éventail et avec l'aide de ses compagnons d'armes, Temari et ces derniers produisent par leurs paumes, une masse d'air hurlant pour repousser le démon à dix queues.

### Anime
- La tempête de poussière (風砂塵の術, Fūsajin no jutsu?)[3]
À l'aide de son éventail, Temari envoie une rafale de vent qui rassemble de la poussière à certains endroits du terrain pour faire trébucher son adversaire.
- Futon - Décapitation éolienne (風遁・風切りの術, Kazekiri no jutsu?)
Variante de la technique de la lame du vent. En agitant son éventail, Temari crée un souffle de vent qui tranche tout.

### Jeux vidéo
- Armure du vent (風の鎧, Kaze no yoroi?) [4]
Temari crée une armure de vent qui lui tourne autour pendant un certain temps. Quand l’adversaire est frappé, un tourbillon le draine et il est expulsé plus loin ; la force de frappe est multipliée.
- Double mur du vent (旋風挟壁, Senpū kyōheki?) (Naruto Shippuden : Ultimate Ninja Heroes 3)
Temari crée avec son éventail deux petites tornades qui foncent sur l’adversaire et créent un gigantesque tourbillon où celui-ci est entraîné.
- Fūton - La tornade (風遁・旋風落とし, Fūton - Tsūmūji otoshi?)[5]
Temari crée une géante tornade avec son éventail, une fois l'adversaire pris, elle contrôle le courant d'air produite dans la tornade.